# Raphael Dressler
Raphael Dressler, född 1784 i Graz, död den 12 februari 1835 i Mainz, var en österrikisk flöjtist.
Dressler, som var virtuos på sitt instrument, var först anställd som förste flöjtist vid Kärntnertortheater i Wien. Han erhöll 1817 en dylik plats vid hovkapellet i Hannover och vistades därefter omkring 14 år i England. Dressler skrev omkring 100 flöjtkompositioner. 